# Skyddande av brottsling
Skyddande av brottsling är ett brott enligt 17 kap 11 § brottsbalken.
Brottet kan bestå i att man hjälper den som begått ett brott undkomma eller genom att undanröja bevis. Straffet är böter eller fängelse i högst två år eller fängelse i minst ett år och högst sex år om brottet är grovt. Den som inte insåg men hade skälig anledning anta att den andre var brottslig, döms till böter.
- En man som hjälpt sin bror genom att undanröja bevisning (en kniv som använts vid dråp) har frikänts av Högsta domstolen i NJA 1990 s. 175.[5]

Till ansvar ska inte dömas om gärningen är att anse som ringa med hänsyn till frihetsberövandets art och syfte, gärningsmannens tillvägagångssätt och hans förhållande till den vars flykt han har främjat.
- I anledning av åtal för försök till främjande av flykt uppkommer frågor om dels huruvida den så kallade försökspunkten uppnåtts (vilket besvarats jakande), dels huruvida faran för brottets fullbordande var utesluten på grund av tillfälliga omständigheter (vilket besvarats nekande), varför den misstänkta kvinnan dömdes för försök till främjande av flykt till sex månaders fängelse, därvid hänsyn togs till att hon inte fyllt 21 år när brottet begicks. Hovrättens domskäl innehåller: "Enligt 30 kap. 5 § 2 st brottsbalken[7] får den som begått brott sedan han fyllt 18 men innan han fyllt 21 år dömas till fängelse endast om det med hänsyn till gärningens straffvärde eller annars finns särskilda skäl för det. Hovrätten finner att försöket att förse en man dömd för tre mord till livstids fängelse med en halvautomatisk pistol laddad med sex patroner är ett så allvarligt brott, att det föreligger särskilda skäl att döma henne till fängelse trots att hon endast var 18 år."[8]
- Åtal för medhjälp till främjande av flykt ogillat på grund av att det inte visats att den gärning som medhjälpen avsåg för medhjälparen varit i tillräcklig mån konkretiserad.[9]
- Fader, två systrar och en vän till familjen dömdes alla för skyddande av brottsling till fängelse i sex till åtta månader. Brottslingarna var två bröder dömda för försök till mord.[10]

## Fotnoter
1. ↑  17 kap. 11 § Brottsbalk (1962:700)
2. ↑  17 kap. 11 § 2 stycket Brottsbalk (1962:700)
3. ↑  17 kap. 11 § 3 stycket Brottsbalk (1962:700)
4. ↑  17 kap. 11 § 4 stycket Brottsbalk (1962:700)
5. ↑  NJA 1990 s. 175
6. ↑  17 kap. 11 § 5 stycket Brottsbalk (1962:700)
7. ↑  30 kap. 5 § 2 stycket Brottsbalk (1962:700)
8. ↑  NJA 1990 s. 354
9. ↑  RH 2001:52
10. ↑  ”Fängelse i sex år för två bröser i grannfejdsmålet”. Lexnova. 12 december 2008. http://www.lexnova.se/artiklar/2008/12/12/fangelse-i-sex-ar-for-tva-broder-i-grannfejdsmalet/.